# 1990-es labdarúgó-világbajnokság-selejtező (AFC)
Ez a lista az 1990-es labdarúgó-világbajnokság Ázsiai Zónájának (AFC) selejtező mérkőzéseit mutatja be időpontok, végeredmények és csoport végeredmények ismeretében. Ha a selejtezők összessége érdekel ide, ha a többi kontinentális zóna eredményei ide kattints.
Az AFC mind a 27 csapata elindult a selejtezőkben. Az ázsiai zóna 2 helyet kapott a világbajnokságon (a 24-ből). A Maldív-szigetek visszalépett, Tajvan csapata az óceániai zóna (OFC) selejtezőiben játszott.
A selejtezőnek két része volt:
- Csoportkör: 25 csapatot 6 csoportba osztották el, amik 4-5 csapatosak voltak. A csapatok oda-vissza játszottak, kivéve a 4. csoportban, mert ők kétszer Dél-Koreában, kétszer Szingapúrban játszották a meccseiket. A csoportgyőztesek jutottak be a Döntőbe.
- Döntő: 6 csapat juthatott be. A meccseket Szingapúrban és Malajziában rendezték. A győztes és a második helyezett jutottak ki a világbajnokságra.

## Csoportkör

### 1. csoport
1989. január 6., Doha, Katar –  Katar 1 – 0 Jordánia 
1989. január 6., Muscat, Omán –  Omán 1 – 1 Irak 
1989. január 13., Muscat, Omán –  Omán 0 – 0 Katar 
1989. január 13., Amman, Jordánia –  Jordánia 0 – 1 Irak 
1989. január 20., Doha, Katar –  Katar 1 – 0 Irak 
1989. január 20., Amman, Jordánia –  Jordánia 2 – 0 Omán 
1989. január 27., Amman, Jordánia –  Jordánia 1 – 1 Katar 
1989. január 27., Baghdad, Irak –  Irak 3 – 1 Omán 
1989. február 3., Doha, Katar –  Katar 3 – 0 Omán 
1989. február 3., Bagdad, Irak –  Irak 4 – 0 Jordánia 
1989. február 10., Muscat, Omán –  Omán 0 – 2 Jordánia 
1989. február 10., Bagdad, Irak –  Irak 2 – 2 Katar 
| Helyezés | Csapat   | M | Gy | D | V | Rg | Kg | Gk | P |
| -------- | -------- | - | -- | - | - | -- | -- | -- | - |
| 1        | Katar    | 6 | 3  | 3 | 0 | 8  | 3  | 5  | 9 |
| 2        | Irak     | 6 | 3  | 2 | 1 | 11 | 5  | 6  | 8 |
| 3        | Jordánia | 6 | 2  | 1 | 3 | 5  | 7  | –2 | 5 |
| 4        | Omán     | 6 | 0  | 2 | 4 | 2  | 11 | –9 | 2 |

Katar jutott be a Döntőbe.

### 2. csoport
Bahrein visszalépett.
1989. március 10., Szanaa, Jemen –  Jemen 0 – 1  Szíria
1989. március 15., Jeddah, Szaúd-Arábia –  Szaúd-Arábia 5 – 4  Szíria
1989. március 20., Szanaa, Jemen –  Jemen 0 – 1 Szaúd-Arábia 
1989. március 25., Latakia, Szíria – Szíria  2 – 0 Jemen 
1989. március 30., Latakia, Szíria – Szíria  0 – 0 Szaúd-Arábia 
1989. április 5., Rijád, Szaúd-Arábia –  Szaúd-Arábia 1 – 0 Jemen 
| Helyezés | Csapat       | M | Gy | D | V | Rg | Kg | Gk | P |
| -------- | ------------ | - | -- | - | - | -- | -- | -- | - |
| 1        | Szaúd-Arábia | 4 | 3  | 1 | 0 | 7  | 4  | 3  | 7 |
| 2        | Szíria       | 4 | 2  | 1 | 1 | 7  | 5  | 2  | 5 |
| 3        | Jemen        | 4 | 0  | 0 | 4 | 0  | 5  | –5 | 0 |

Szaúd-Arábia jutott be a Döntőbe.

### 3. csoport
Dél-Jemen visszalépett.
1989. január 6., Iszlamabad, Pakisztán –  Pakisztán 0 – 1 Kuvait 
1989. január 13., Kuvaitváros, Kuvait –  Kuvait 3 – 2 Egyesült Arab Emírségek 
1989. január 20., Sardzsa, Arab Emírségek –  Egyesült Arab Emírségek 5 – 0 Pakisztán 
1989. január 27., Kuvaitváros, Kuvait –  Kuvait 2 – 0 Pakisztán 
1989. február 3., Sardzsa, Arab Emírségek –  Egyesült Arab Emírségek 1 – 0 Kuvait 
1989. február 10., Iszlamabad, Pakisztán –  Pakisztán 1 – 4 Egyesült Arab Emírségek 
| Helyezés | Csapat                  | M | Gy | D | V | Rg | Kg | Gk  | P |
| -------- | ----------------------- | - | -- | - | - | -- | -- | --- | - |
| 1        | Egyesült Arab Emírségek | 4 | 3  | 0 | 1 | 12 | 4  | 8   | 6 |
| 2        | Kuvait                  | 4 | 3  | 0 | 1 | 6  | 3  | 3   | 6 |
| 3        | Pakisztán               | 4 | 0  | 0 | 4 | 1  | 12 | –11 | 0 |

Arab Emírségek jutott be a Döntőbe.

### 4. csoport
India visszalépett.
1989. május 23., Szöul, Dél-Korea –  Nepál 0 – 2 Malajzia 
1989. május 23., Szöul, Dél-Korea –  Dél-Korea 3 – 0 Szingapúr 
1989. május 25., Szöul, Dél-Korea –  Dél-Korea 9 – 0 Nepál 
1989. május 25., Szöul, Dél-Korea –  Malajzia 1 – 0 Szingapúr 
1989. május 27., Szöul, Dél-Korea –  Nepál 0 – 3 Szingapúr 
1989. május 27., Szöul, Dél-Korea –  Dél-Korea 3 – 0 Malajzia 
1989. június 3., Szingapúr –  Szingapúr 2 – 2 Malajzia 
1989. június 3., Szingapúr –  Nepál 0 – 4 Dél-Korea 
1989. június 5., Szingapúr –  Malajzia 0 – 3 Dél-Korea 
1989. június 5., Szingapúr –  Szingapúr 7 – 0 Nepál 
1989. június 7., Szingapúr –  Szingapúr 0 – 3 Dél-Korea 
1989. június 7., Szingapúr –  Malajzia 3 – 0 Nepál 
| Helyezés | Csapat    | M | Gy | D | V | Rg | Kg | Gk  | P  |
| -------- | --------- | - | -- | - | - | -- | -- | --- | -- |
| 1        | Dél-Korea | 6 | 6  | 0 | 0 | 25 | 0  | 25  | 12 |
| 2        | Malajzia  | 6 | 3  | 1 | 2 | 8  | 8  | 0   | 7  |
| 3        | Szingapúr | 6 | 2  | 1 | 3 | 12 | 9  | 3   | 5  |
| 4        | Nepál     | 6 | 0  | 0 | 6 | 0  | 28 | –28 | 0  |

Dél-Korea jutott be a Döntőbe.

### 5. csoport
1989. február 19., Bangkok, Thaiföld –  Thaiföld 1 – 0 Banglades 
1989. február 23., Peking, Kína –  Kína 2 – 0 Banglades 
1989. február 23., Bangkok, Thaiföld –  Thaiföld 0 – 3 Irán 
1989. február 27., Dhaka, Banglades –  Banglades 1 – 2 Irán 
1989. február 28., Bangkok, Thaiföld –  Thaiföld 0 – 3 Kína 
1989. március 4., Dhaka, Banglades –  Banglades 0 – 2 Kína 
1989. március 8., Dhaka, Banglades –  Banglades 3 – 1 Thaiföld 
1989. március 17., Teherán, Irán –  Irán 1 – 0 Banglades 
1989. március 30., Teherán, Irán –  Irán 3 – 0  THA
1989. július 15., Shenyang, Kína –  Kína 2 – 0  IRN
1989. július 22., Teherán, Irán –  Irán 3 – 2  CHN
1989. július 29., Peking, Kína –  Kína 2 – 0  THA
| Helyezés | Csapat    | M | Gy | D | V | Rg | Kg | Gk  | P  |
| -------- | --------- | - | -- | - | - | -- | -- | --- | -- |
| 1        | Kína      | 6 | 5  | 0 | 1 | 13 | 3  | 10  | 10 |
| 2        | Irán      | 6 | 5  | 0 | 1 | 12 | 5  | 7   | 10 |
| 3        | Banglades | 6 | 1  | 0 | 5 | 4  | 9  | –5  | 2  |
| 4        | Thaiföld  | 6 | 1  | 0 | 5 | 2  | 14 | –12 | 2  |

Kína jutott be a Döntőbe.

### 6. csoport
1989. május 21., Jakarta, Indonézia –  Indonézia 0 – 0 Észak-Korea 
1989. május 22., Hongkong –  Hongkong 0 – 0 Japán 
1989. május 27., Hongkong –  Hongkong 1 – 2 Észak-Korea 
1989. május 28., Jakarta, Indonézia –  Indonézia 0 – 0 Japán 
1989. június 4., Hongkong –  Hongkong 1 – 1 Indonézia 
1989. június 4., Tokió, Japán –  Japán 2 – 1 Észak-Korea 
1989. június 11., Hirosima, Japán –  Japán 5 – 0 Indonézia 
1989. június 18., Kóbe, Japán –  Japán 0 – 0 Hongkong 
1989. június 25., Phenjan, Észak-Korea –  Észak-Korea 2 – 0 Japán 
1989. június 25., Jakarta, Indonézia –  Indonézia 3 – 2 Hongkong 
1989. július 2., Phenjan, Észak-Korea –  Észak-Korea 4 – 1 Hongkong 
1989. július 9., Phenjan, Észak-Korea –  Észak-Korea 2 – 1 Indonézia 
| Helyezés | Csapat      | M | Gy | D | V | Rg | Kg | Gk | P |
| -------- | ----------- | - | -- | - | - | -- | -- | -- | - |
| 1        | Észak-Korea | 6 | 4  | 1 | 1 | 11 | 5  | 6  | 9 |
| 2        | Japán       | 6 | 2  | 3 | 1 | 7  | 3  | 4  | 7 |
| 3        | Indonézia   | 6 | 1  | 3 | 2 | 5  | 10 | –5 | 5 |
| 4        | Hongkong    | 6 | 0  | 3 | 3 | 5  | 10 | –5 | 3 |

Észak-Korea jutott be a Döntőbe.

## Döntő
1989. október 12., Szingapúr –  Egyesült Arab Emírségek 0 – 0 Észak-Korea 
1989. október 12., Szingapúr –  Kína 2 – 1 Szaúd-Arábia 
1989. október 13., Szingapúr –  Dél-Korea 0 – 0 Katar 
1989. október 16., Szingapúr –  Katar 1 – 1 Szaúd-Arábia 
1989. október 16., Szingapúr –  Dél-Korea 1 – 0 Észak-Korea 
1989. október 17., Szingapúr –  Egyesült Arab Emírségek 2 – 1 Kína 
1989. október 20., Szingapúr –  Dél-Korea 1 – 0 Kína 
1989. október 20., Szingapúr –  Észak-Korea 2 – 0 Katar 
1989. október 21., Szingapúr –  Egyesült Arab Emírségek 0 – 0 Szaúd-Arábia 
1989. október 24., Szingapúr –  Egyesült Arab Emírségek 1 – 1 Katar 
1989. október 24., Szingapúr –  Kína 1 – 0 Észak-Korea 
1989. október 25., Szingapúr –  Dél-Korea 2 – 0 Szaúd-Arábia 
1989. október 28., Kuala Lumpur, Malajzia –  Egyesült Arab Emírségek 1 – 1 Dél-Korea 
1989. október 28., Kuantan, Malajzia –  Szaúd-Arábia 2 – 0 Észak-Korea 
1989. október 28., Szingapúr –  Katar 2 – 1 Kína 
| Helyezés | Csapat                  | M | Gy | D | V | Rg | Kg | Gk | P |
| -------- | ----------------------- | - | -- | - | - | -- | -- | -- | - |
| 1        | Dél-Korea               | 5 | 3  | 2 | 0 | 5  | 1  | 4  | 8 |
| 2        | Egyesült Arab Emírségek | 5 | 1  | 4 | 0 | 4  | 3  | 1  | 6 |
| 3        | Katar                   | 5 | 1  | 3 | 1 | 4  | 5  | –1 | 5 |
| 4        | Kína                    | 5 | 2  | 0 | 3 | 5  | 6  | –1 | 4 |
| 5        | Szaúd-Arábia            | 5 | 1  | 2 | 2 | 4  | 5  | –1 | 4 |
| 6        | Észak-Korea             | 5 | 1  | 1 | 3 | 2  | 4  | –2 | 3 |

Dél-Korea és az Arab Emírségek jutott ki az 1990-es labdarúgó-világbajnokságra.